# Efraim Zuroff
Efraim Zuroff (hebrejsky אפרים זורוף‎, ‎* 5. srpna 1948 New York, USA) je izraelský historik, ředitel kanceláře Centra Simona Wiesenthala pro nacistické válečné zločiny a pronásledovatel ještě žijících a nepotrestaných nacistických válečných zločinců z druhé světové války. Má přezdívku „poslední lovec nacistů“.
Efraim Zuroff je izraelský a americký občan židovského původu, má 4 děti, žije střídavě v Efratě v Izraeli a USA. Studoval historii na Yeshiva University v New Yorku a holokaust na Hebrejské univerzitě v Jeruzalémě. Během druhé světové války mu nacisté zabili babičku.

## Zásluhy a práce
Efraim Zuroff napomáhal při chycení stovek válečných zločinců, kteří se desítky let po válce ukrývali v USA, ve Velké Británii nebo v Kanadě. Tito lidé byli následně postaveni před soud a odsouzeni.
V roce 2002 vyhlásil operaci "Poslední šance", jejímž cílem je pochytat a potrestat poslední žijící nacistické válečné zločince. Za informace vedoucí k dopadení takového člověka nabízí značnou finanční odměnu až 20 tisíc €. Na prvním místě v jeho seznamu je sadistický nacistický lékař Aribert Heim, přezdívaný i Doktor smrt a za informace směřující k jeho dopadení nabízí až 310 tisíc €.
Sporná a diskutabilní je otázka v případě Johna Demjanjuka, který byl i díky Zuroffovou zásluhou několikrát předveden před soud, protože se domnívá, že jde o tzv. Ivana Hrozného z Treblinky, dozorce v koncentračním táboře, který brutálně zabíjel a mučil vězně před vstupem do plynových komor. Demjanjukovi však nebyla nikdy bezpečně prokázána vina.